# Szónok Születik Retorikaiskola
A Szónok Születik Retorikaiskolát 2013-ban alapította dr. Hoványi Márton és dr. Nagy Fruzsina azzal a céllal, hogy a magyar retorikai kultúra újra életre keljen. 2022 óta a budapesti székhelyű Retorikaiskola Kft. keretei között működik. Olyan csoportos és egyéni képzéseket kínál, amelyek kezdő szinttől a mesterszintig kísérik az előadásra készülőket. Emellett az iskola honlapján ingyenesen megtekinthetőek nagyobb érdeklődésre számot tartó nyilvános beszédek elemzései és egyéb retorikával kapcsolatos tananyagok.
A Retorikaiskola szakmai munkájával és ösztöndíjaival alapítása óta tevékenyen bekapcsolódik a hazai és Kárpát-medencei szónoki és egyéb előadói versenyek életébe is. Alapítóinak kezdeményezése a MűGond hermeneutikai kör is.

## Szemlélet, módszer és tananyag
A képzés elindításakor az alapítók a személyiségfejlődést helyezték a középpontba: Céljuk, hogy a kurzus végére a jelentkező egyedisége ötvöződjön a megszerzett szakmai tudással. A Retorikaiskola missziója az, hogy hozzájáruljon a magyar retorikai kultúra nívójának emelkedéséhez: ingyenesen hozzáférhető tananyagaik, a jövő ígéretes szereplői számára biztosított ösztöndíjaik és elismeréseik, valamint egyéb társadalmi szerepvállalásuk segítségével.
A Szónok Születik Retorikaiskola trénerei olyan módszertant dolgoztak ki, amely segítségével az ókori retorika ismereteit és a modern kommunikációs elméleteket a 21. század kihívásainak megfelelően átadják akár egyéni, akár csoportos képzések során. A retorikára egyszerre tekintenek tudományok találkozásaként (kommunikáció, nyelvészet, irodalomtudomány, történettudomány, gyógypedagógia, pszichológia, vezetéstudomány, marketing, jogtudomány) és művészetként, így az intuitív, az önismereti és a kreatív képességeket ugyanúgy fejlesztik, mint a tárgyi vagy technikai tudást.
A kurzus során meghatározó erővel bír a dramatikus szemlélet, az élménypedagógia, a nem-formális pedagógiai módszerek, a mentálhigiénés valamint a coaching szemlélet. A képzés specialitása a hagyományosan verbalitás alapú fejlesztés mellett a nonverbális és vokális kommunikáció komplex fejlesztése. A Retorikaiskola az egész ember fejlesztését Quintilianus ókori retorikájához hasonlóan képviseli, és tárgyalástechnikai, vezetői kommunikáció fejlesztésére irányuló és vitakurzusokat is kínál.
A Retorikaiskola kommunikációs trénerek képzésével is foglalkozik, az ELTE BTK Beszédtréner, beszédtanácsadó szakirányú képzésének hivatalos gyakorlóhelye.

## Beszédelemzések[15]
Beszédelemzéseiben olyan előadók retorikai teljesítményét veszi górcső alá, akik vagy hivataluknál fogva vagy éppen beszédük elmondása miatt kaptak az átlagosnál nagyobb figyelmet. Ilyen például Áder János köztársasági elnök újévi beszéde, amit a Retorikaiskola 2015 óta minden évben elemez. Számos elemzés készült Orbán Viktor közéleti beszédeiről, az amerikai elnökjelölti vitáról, valamit hírességek és kommunikációs szakemberek felszólalásairól is.

## A Retorikaiskola tudástára[21]
A retorika részben tehetség, azonban nagyobb részt tudás, ami megszerezhető. A tudásnak számos olyan pontja van, amit akár egyedül is el lehet sajátítani. Ebben segít a Retorikaiskola honlapján található tudástár, amely segítségével teljesen önállóan is lehet fejlődni.
Világszerte kutatások igazolják a tényt, hogy rendkívül sokan félnek a nyilvános beszédhelyzetektől. A Lámpaláz-csillapítók praktikus kommunikációs tanácsokat tartalmaznak azért, hogy a stresszt már azelőtt oldani lehessen, mielőtt önismereti munkával a probléma gyökerét kezeli az előadó.
A Kamerák előtt című oldalon azokat az írásokat és videók találhatóak, amelyek megmutatják azt, hogy mire ügyeljünk retorikai szempontból az ilyen helyzetekben.
A retorikai könyvszemle arra törekszik, hogy a hazai és/vagy külföldi kommunikációs szakirodalom erdejében értő módon vágjon ösvényt: melyik könyvet érdemes beszerezni, elolvasni és melyiket nem, illetve abban segít, hogy melyik könyv milyen szinten és milyen helyzetben jöhet jól.
Tisztelegve az ókori retorikaiskolák pedagógiai gyakorlata előtt, azért is készültek a mintabeszédek és egyéb kommunikációs minták, mert a tanulás egyik első útja az utánzáson alapuló memória. Nem egy az egyben átemelendőek, hanem strukturálisan és stílusában inspiratív lehetőségekként használhatóak ezek a minták. Olyan modern vagy ókori előadói műfajok találhatóak, amelyek vagy teljesen hiányoznak még a magyar nyelvű kommunikációs szakirodalomból vagy ismert leírásokhoz képest érdemi kiegészítést nyújtanak.

## Trénerek[28]
Dr. Nagy Fruzsina
mentálhigiénés retorikatréner, a Retorikaiskola egyik alapítója és vezetője
Dr. Hoványi Márton
retorikatréner, a Retorikaiskola egyik alapítója és vezetője
Steiger Anita
mentálhigiénés retorikatréner
Pej András
retorikatréner
Damásdi Nóra
beszédtechnika tréner és logopédus
Buza Eszter
beszédtechnika tréner és logopédus

## Önállóan alapított díjak
A Retorikaiskolában több díjat is alapítottak, amivel a tanulók fejlődését és retorikai sikereit elismerik. Díjak:

### Szókratész-díj
A Szókratész-díjat az alapozó szintű, átfogó retorikakurzust aktuálisan elvégző rétorok közül az kaphatja meg, akit a gálaesten a korábban már végzett szónokok zsűrije erre szakmailag érdemesnek talál. A megtisztelő Szókratész-díj birtokosa a következő Szónok születik gálaestig birtokolhatja a vándorkupát. A díjazott automatikusan meghívást nyer a Retorikaklub tagjai közé, székfoglaló beszédként pedig a díjazott előadását tarthatja meg.

### Démoszthenész-díj
“Senki sem tekinthető szónoknak, ha nem kíván hasonlóvá válni Démoszthenészhez.”
/Cicero, A legkiválóbb szónok, 2.6/
Cicero szavai inspirálták a Démoszthenész-díj alapítását, amelyet az alapozó szintű, átfogó retorikakurzust aktuálisan elvégzők között az a résztvevő kapja, aki a legnagyobb fejlődést érte el a csoportban. A díj odaítéléséről a kurzuson résztvevők és a retorika trénerek döntenek titkos szavazással.

### Pásztor Erika Katalina-díj
A Pásztor Erika Katalina-díj a Retorikaiskola egy kiemelkedő hallgatójáról kapta a nevét, aki idő előtt távozott az élők sorából, így nem tudta az utolsó álmát beteljesíteni, hogy a kiváló szónokképzést elvégezze. Pásztor Erika Katalina kitartása, kreativitása, elhivatottsága a kommunikáció iránt és bátor kiállása példaként szolgál minden előadónak. A róla elnevezett díjat az a kiváló szónokképzésen résztvevő csoporttag kaphatja meg, aki a kurzus alatt kiemelkedő retorikai jelenlétéről meg tudja győzni a hallgatóságát, a csoporttársait és a trénereit.